# U-Bahnhof Nordwestring
Der U-Bahnhof Nordwestring (Kurzbezeichnung des Betreibers: NW) ist ein Bahnhof der Nürnberger U-Bahn und wurde am 22. Mai 2017 eröffnet. Er ist 713 m vom U-Bahnhof Klinikum Nord entfernt und zurzeit der nordwestliche Endbahnhof der Linie U3. Täglich wird er von rund 5.200 Fahrgästen genutzt (Mo–Fr, 2019). Stand 2023 gibt es keine Pläne, die Linie U3 über diesen Bahnhof hinaus zu erweitern – dagegen ist im Südwesten der Weiterbau über den Endpunkt Großreuth bereits im Gange.

## Lage
Der Bahnhof liegt an der Grenze der Nürnberger Stadtteile Bielingplatz und Wetzendorf und erstreckt sich unterirdisch in Ost-West-Ausrichtung quer zum Nordwestring (Teil der Bundesstraße 4 R) zwischen der Bielefelder Straße und der Heimerichstraße.
Das Bauwerk befindet sich in einfacher Tiefenlage (7,70 m) unter der Erdoberfläche. An jedem Bahnsteigende befinden sich ein Aufzug, sowie Fest- und Rolltreppen, die eine direkte Verbindung zur Oberfläche darstellen.
Hinter dem U-Bahnhof schließt sich unter der Bielefelder Straße ein 170 m langer, zweigleisiger Tunnel an, welcher als Abstell- und Wendeanlage genutzt wird. Dieser Tunnel stellt ebenfalls eine Bauvorleistung für den Fall einer (derzeit nicht geplanten) Verlängerung der Linie nach Westen dar.

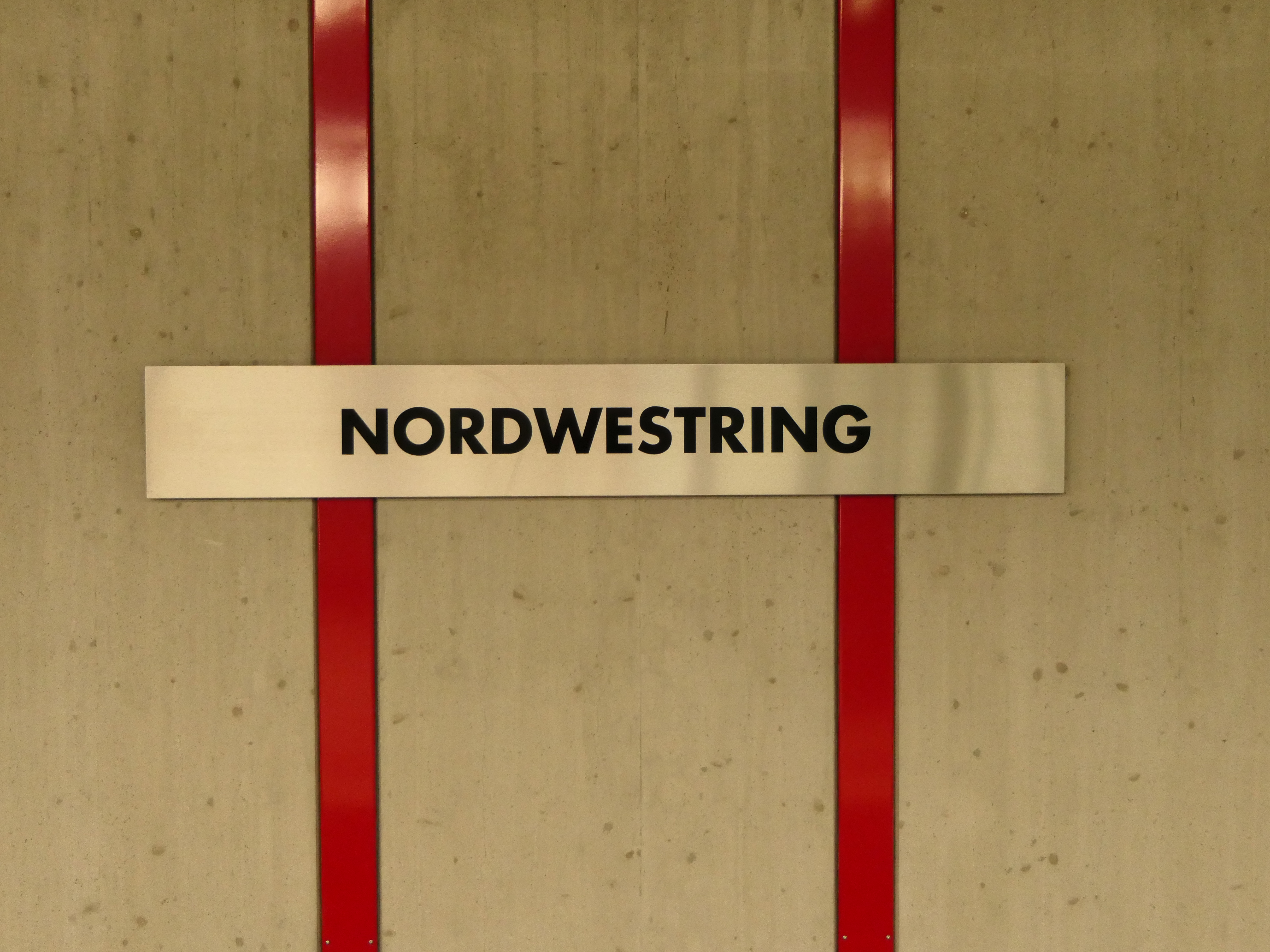
Stationsname an den Bahnsteigwänden
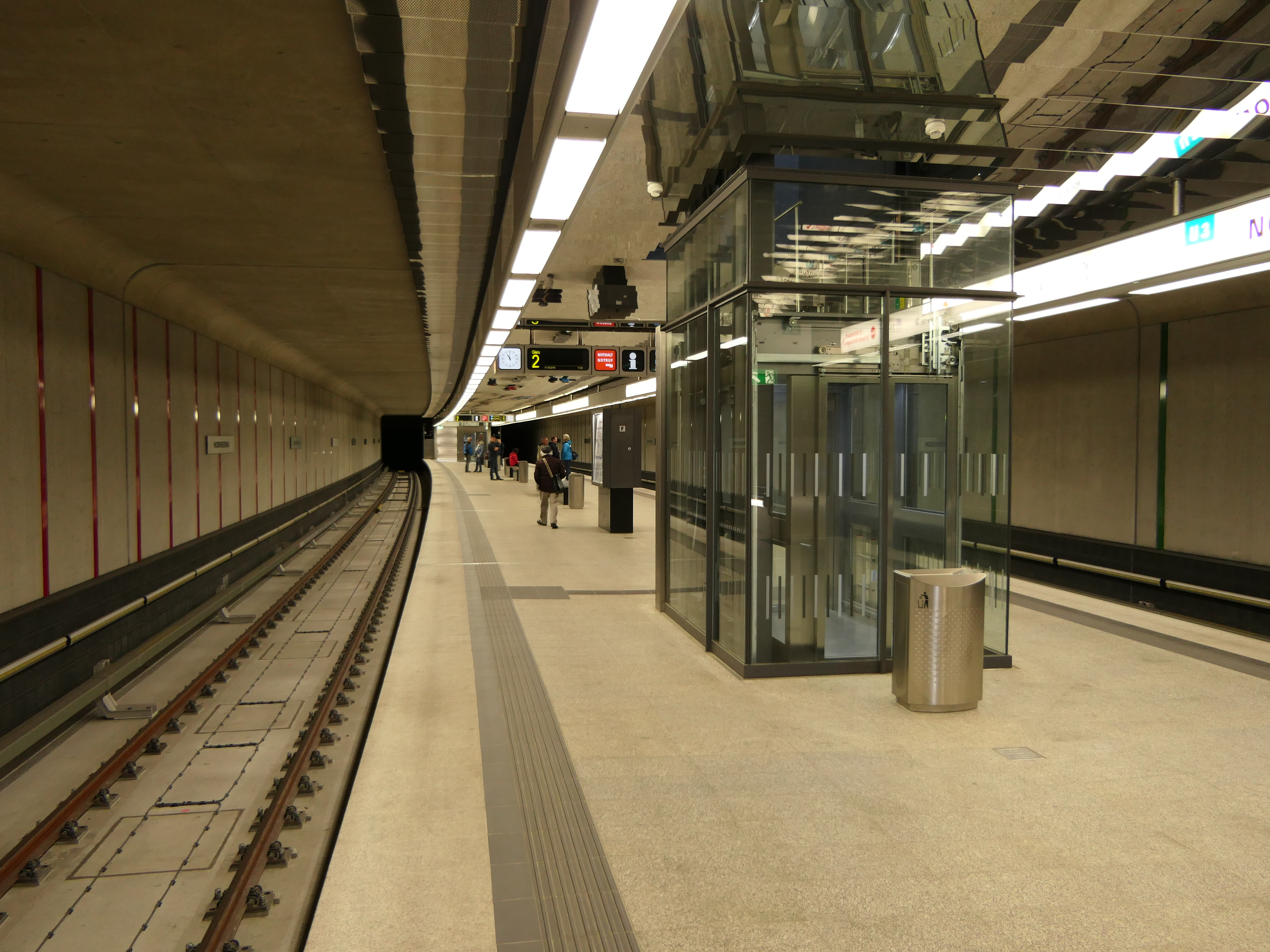
Bahnsteigebene (Gleis 2)
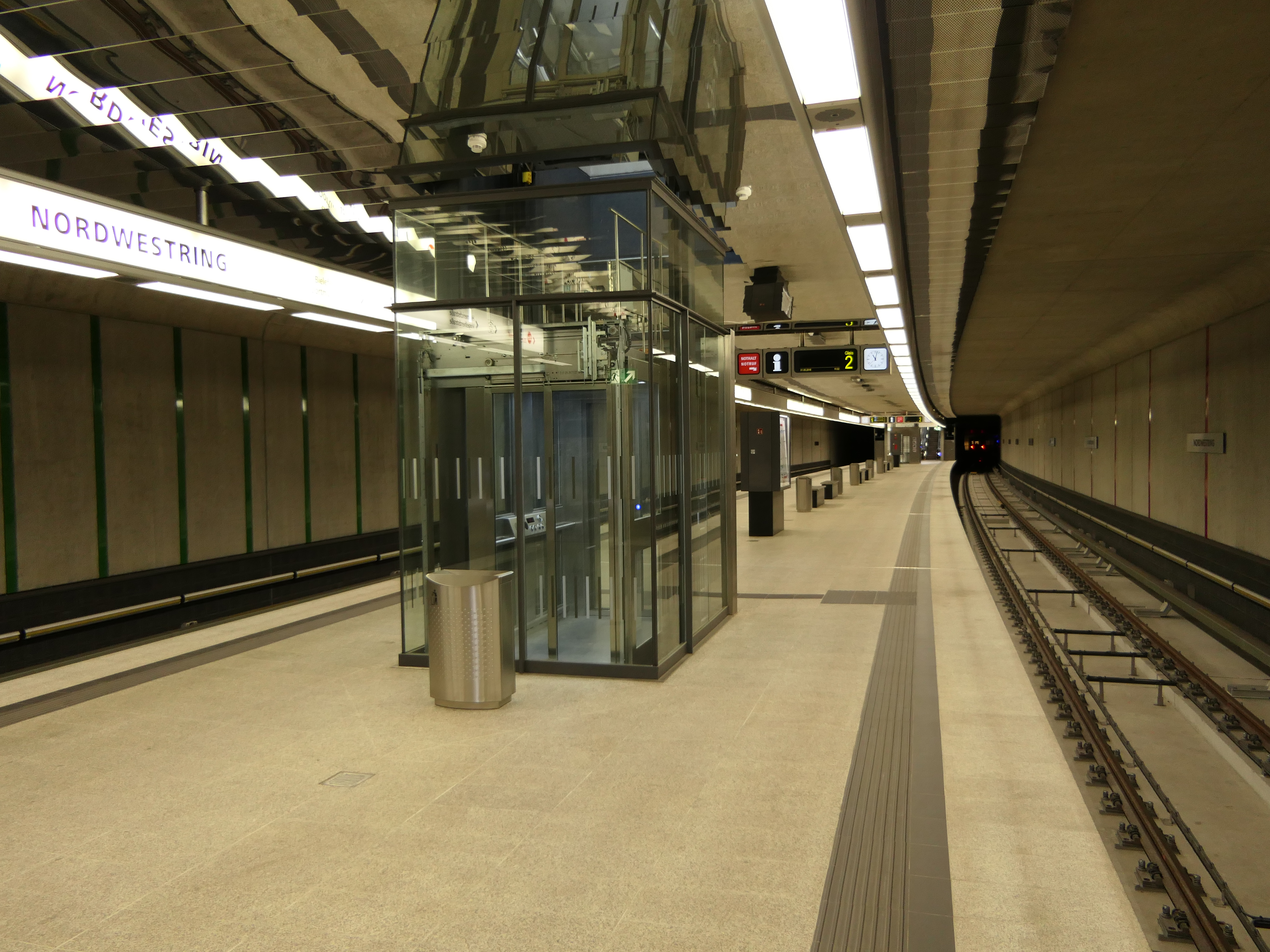
Einer der beiden Aufzüge auf der Bahnsteigebene
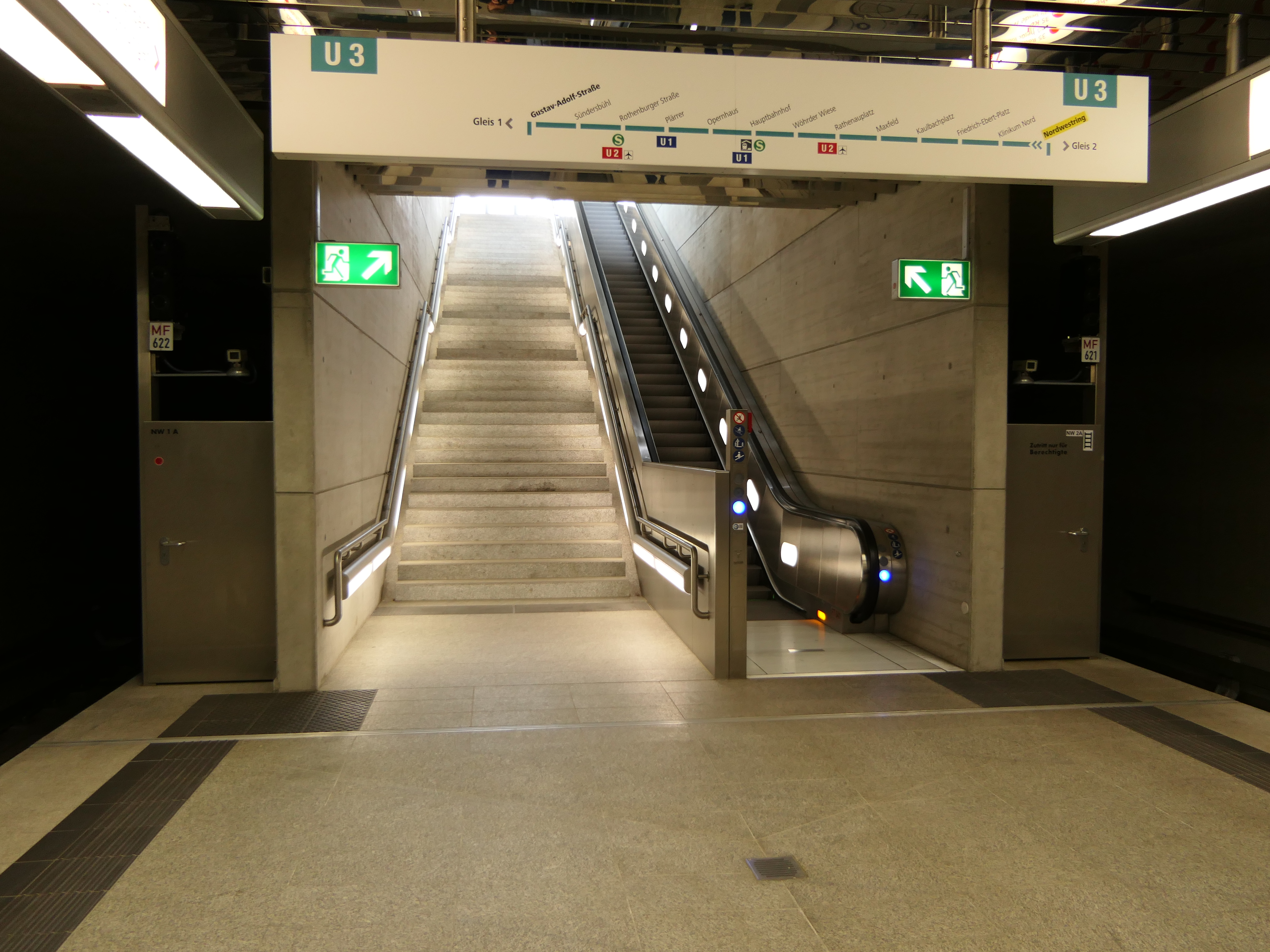
Aufgang von der Bahnsteigebene zur Oberfläche
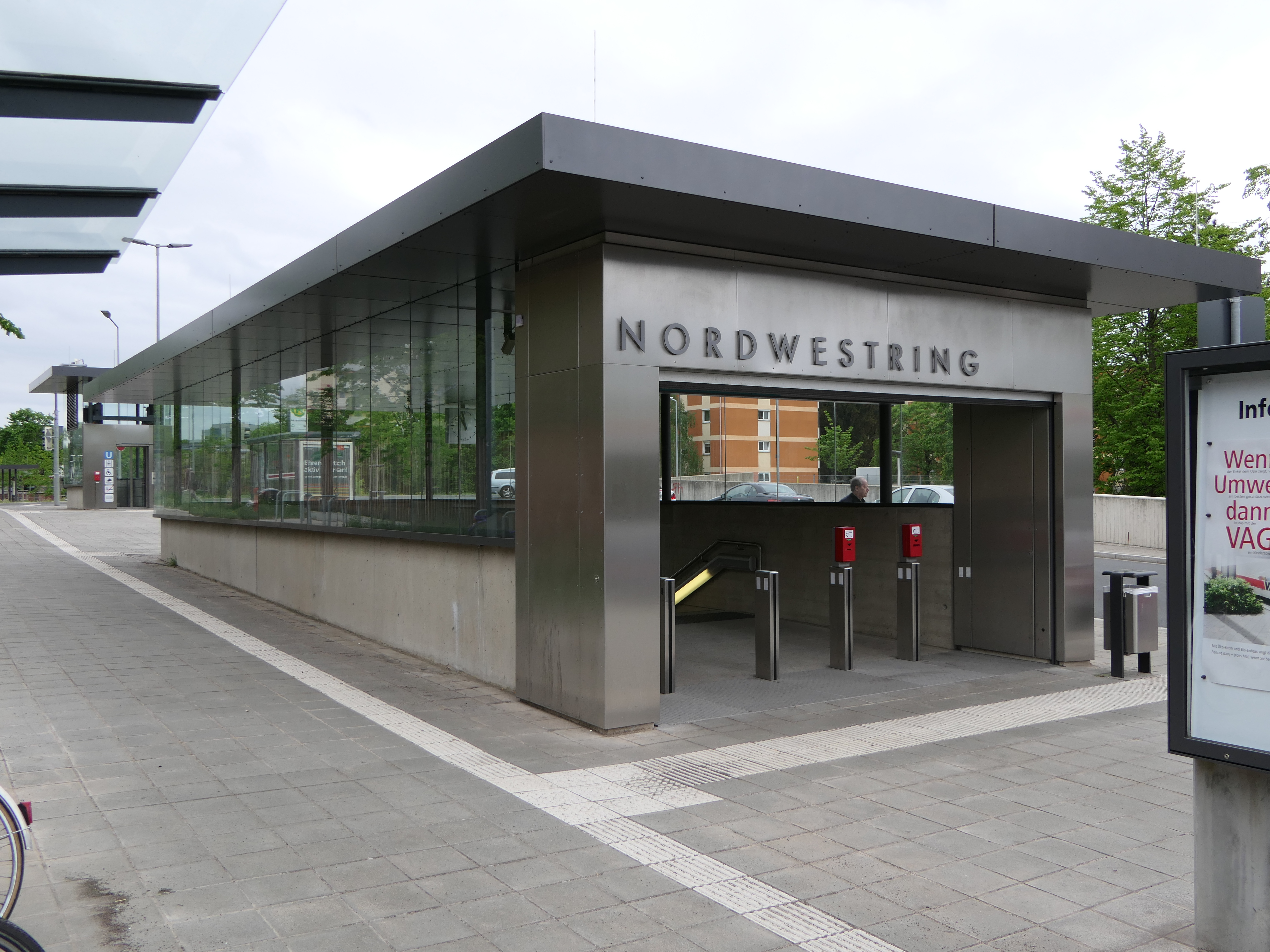
Zugang an der Oberfläche
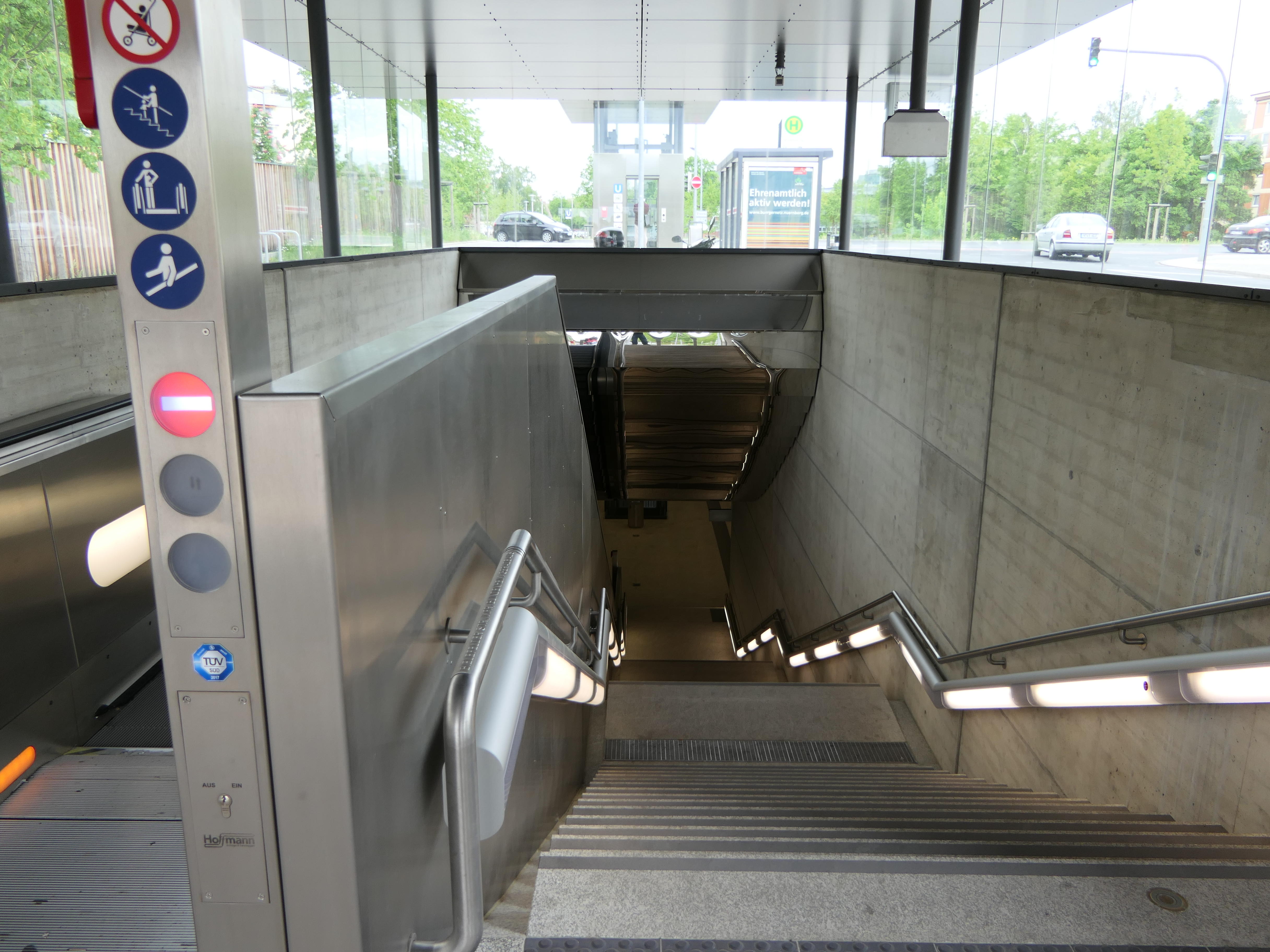
Abgang von der Oberfläche zur Bahnsteigebene

## Linien
Der Bahnhof wird von der Linie U3 bedient. Im Busverkehr bedient neben dem „Ringbus“ Linie 35 auch die Linie 39 diese Haltestelle. Am Wochenende verkehrt auch die Nachtbuslinie N11.
| Linie | Verlauf | Takt                                             |
| ----- | --- | ------------------------------------------------ |
| U3    | Großreuth bei Schweinau – Gustav-Adolf-Straße – Sündersbühl – Rothenburger Straße – Plärrer – Opernhaus – Hauptbahnhof – Wöhrder Wiese – Rathenauplatz – Maxfeld – Kaulbachplatz – Friedrich-Ebert-Platz – Klinikum Nord – Nordwestring Stand: Fahrplanwechsel Dezember 2023 | 5 min 3–4 min (zur HVZ) 10 min (sonn-/feiertags) |